# Ratpenat de cara de flor
El ratpenat de cara de flor (Anthops ornatus) és una espècie de ratpenat de la família dels hiposidèrids. Viu a Papua Nova Guinea i les Illes Salomó. El seu hàbitat natural són boscos humits tropicals, i volant al voltant de les cases de poble. No hi ha cap amenaça significativa per a la supervivència d'aquesta espècie.